# Svenska Exegetiska Sällskapet
Svenska Exegetiska Sällskapet är en vetenskaplig sammanslutning för bibelforskning, grundad 1936 under namnet Uppsala exegetiska sällskap  på initiativ av Anton Fridrichsen som var professor i Nya testamentets exegetik vid Uppsala universitet. Sällskapet utger årligen Svensk exegetisk årsbok. Utöver detta arrangerar man årligen Exegetiska dagen med olika bibelvetenskapliga teman varje år. Sällskapets ordförande är sedan 2019 Blaženka Scheuer.